# Tappo meccanico

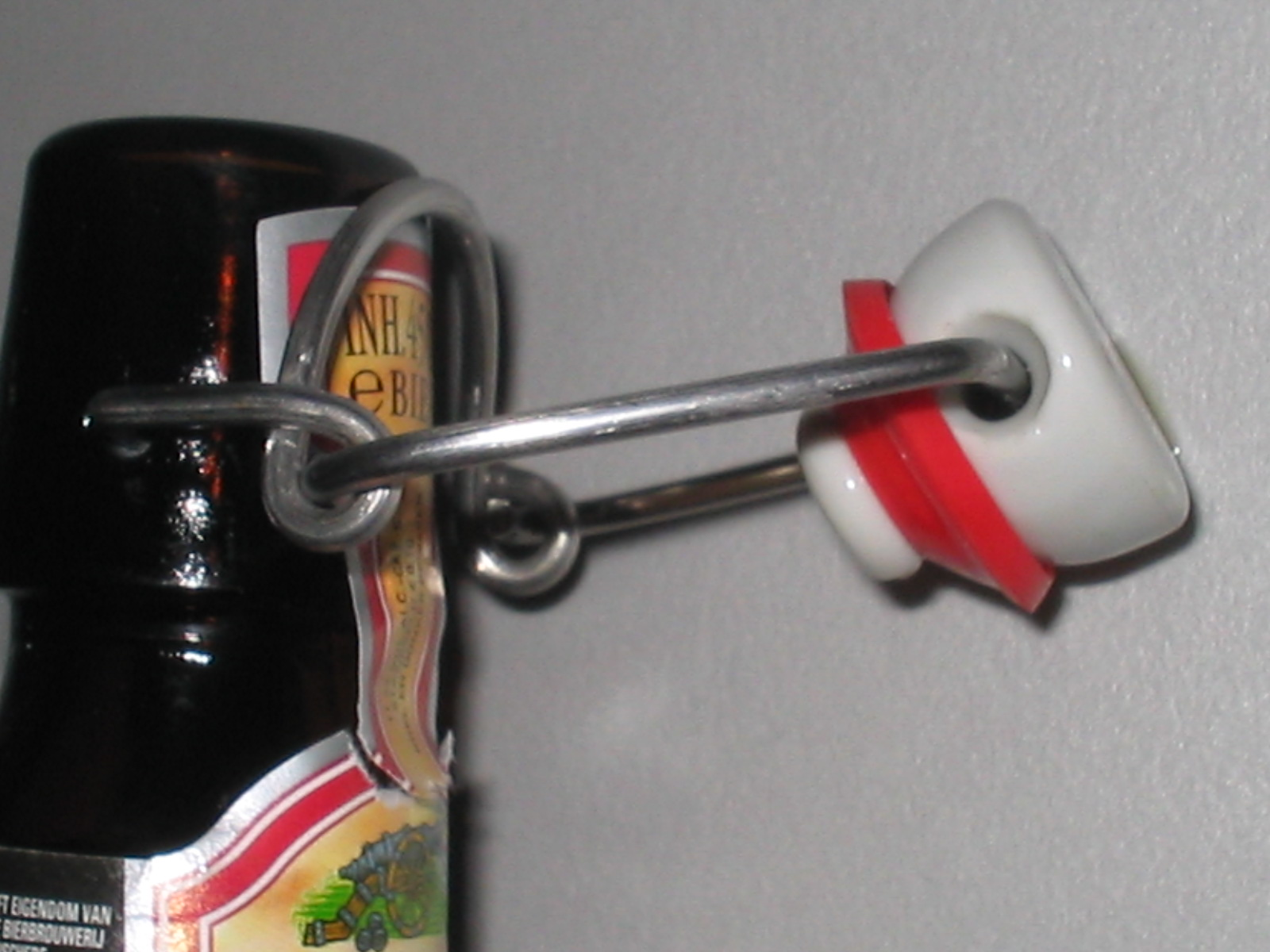
Tappo meccanico

Il tappo meccanico (detto anche tappo puff o tappo a scatto) è un dispositivo composto da un tappo (solitamente in plastica o porcellana) e da una molla (solitamente in metallo) la quale permette di chiudere un contenitore in maniera ermetica. 
Il tappo ha una guarnizione in gomma ad anello per sigillare il contenuto. La molla, grazie al principio di funzionamento della leva a ginocchiera, permette di aprire e chiudere il tappo quante volte si vuole, senza l'ausilio di apribottiglie o levacapsule.

## Sviluppo

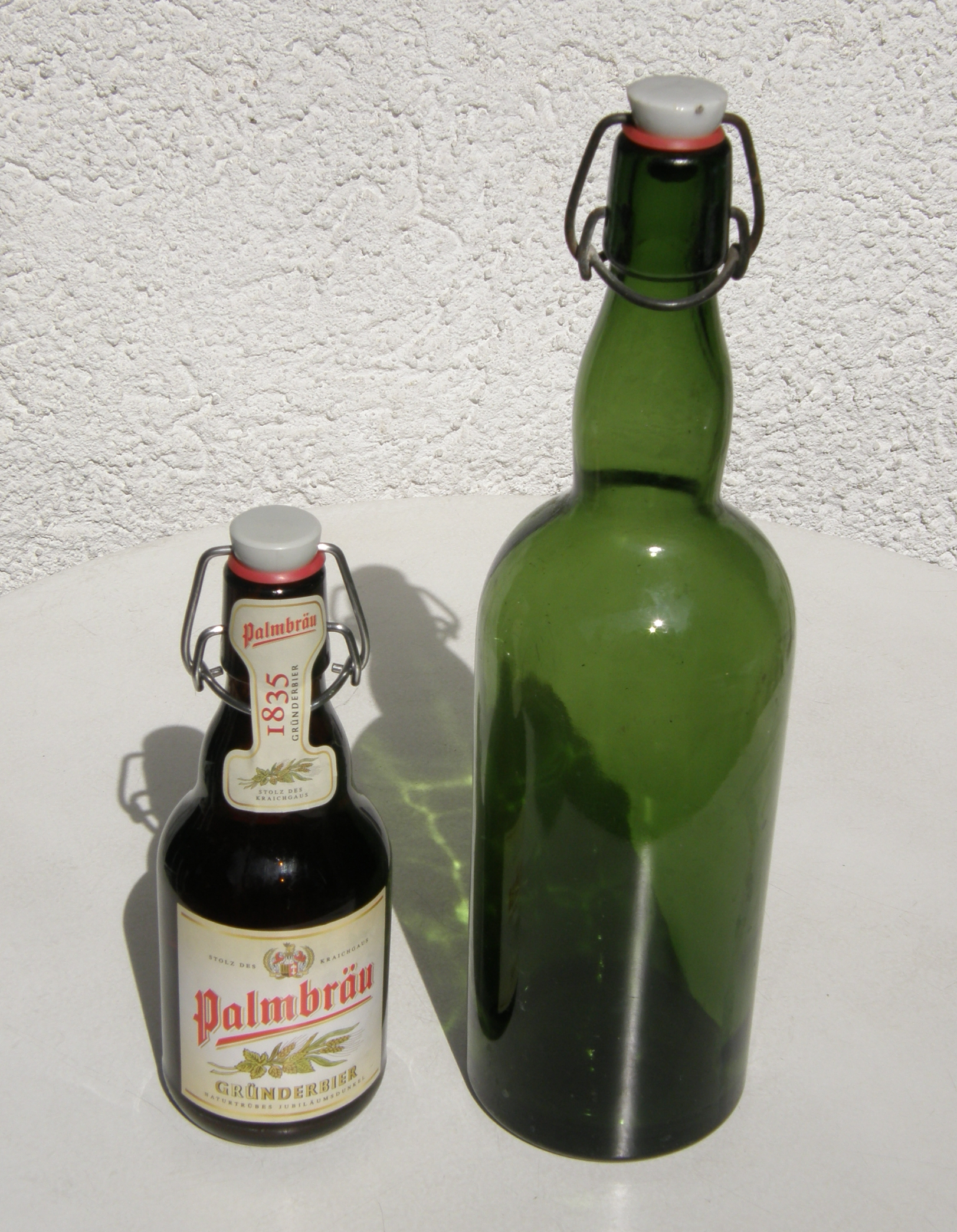
Tappo meccanico su una bottiglia da 0,33 e una bottiglia da 1 litro.

Le bottiglie di vetro furono introdotte in aggiunta a quelle di argilla a partire dal 1780. Il vetro veniva soffiato a bocca e le bottiglie erano soprattutto sigillate con tappi di sughero che ne rendevano difficile l'apertura e la chiusura.  
Negli Stati Uniti, il 5 gennaio 1875, Charles de Quillfeldt brevettò un sistema di tappo meccanico con numero di brevetto US158406. In Germania, l'invenzione del berlinese Carl Dietrich venne ulteriormente sviluppata nel 1877 da Nicolai Fritzner, anch'egli di Berlino, che fondò una fabbrica per la produzione di tappi meccanici.
Karl Hutter, nato a Wallmerod, acquistò il brevetto di Charles de Quillfeldt alla fine del XIX secolo e promosse lo sviluppo e la diffusione del tappo meccanico. Dal 1885 vennero creati due incavi sul collo della bottiglia dove poter inserire il filo di ferro e creare un ancoraggio meccanico stabile. 
L'invenzione del tappo meccanico permise di assicurare la tenuta ermetica del tappo alle bottiglie di argilla e di vetro durante il trasporto; altre soluzioni, come i tappi di sughero o di gomma, non sempre resistevano alla pressione interna causata dall'anidride carbonica delle bevande gassate, se non grazie a ulteriori fissaggi con cordini e fili metallici (gabbiette).

### Chiusura a scatto

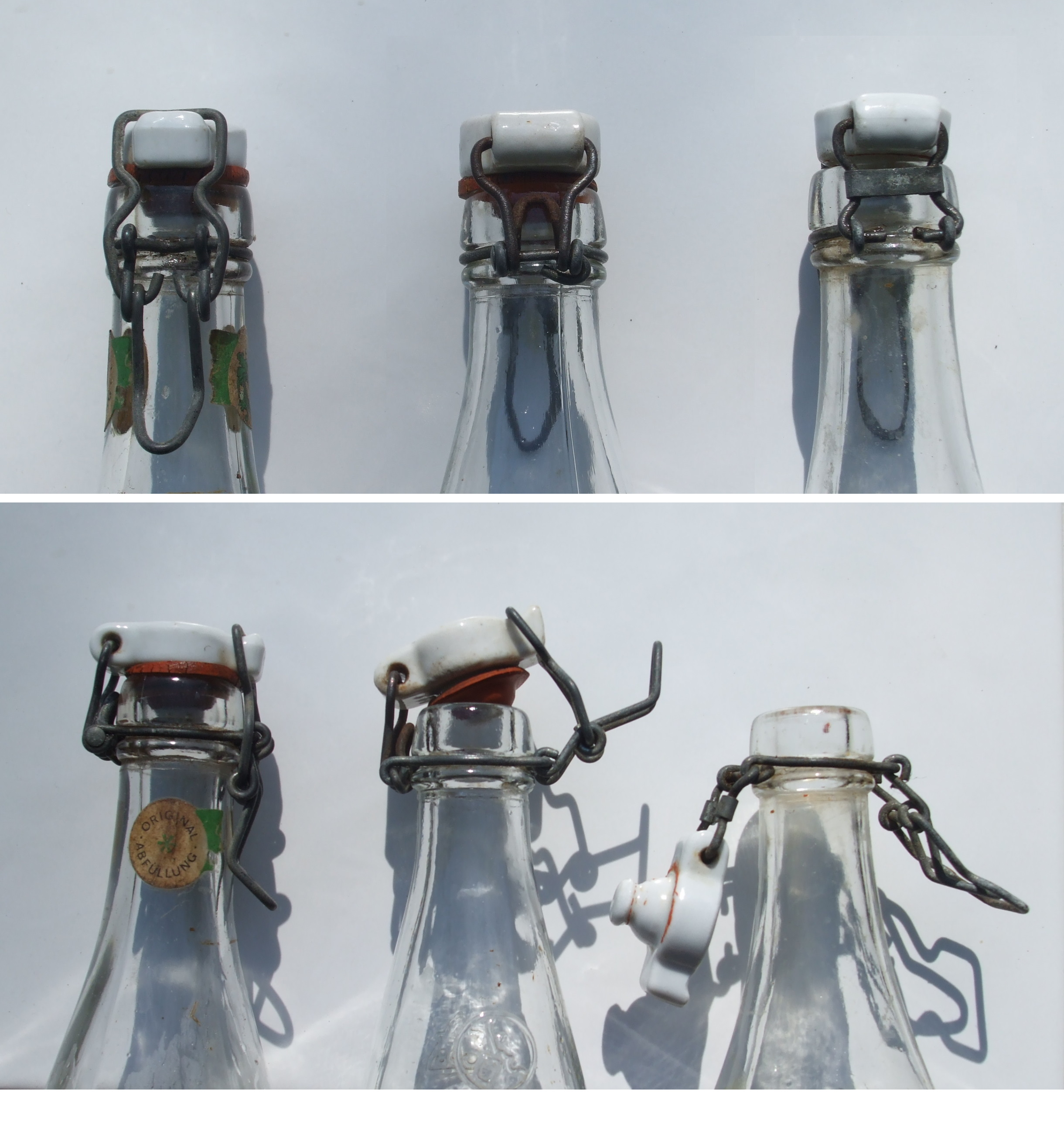
Vecchie bottiglie di acqua minerale della Deutschen Brunnen con chiusura meccanica di Otto Kirchhof (sopra: vista frontale e posteriore; sotto: vista laterale, a destra senza guarnizione in gomma)

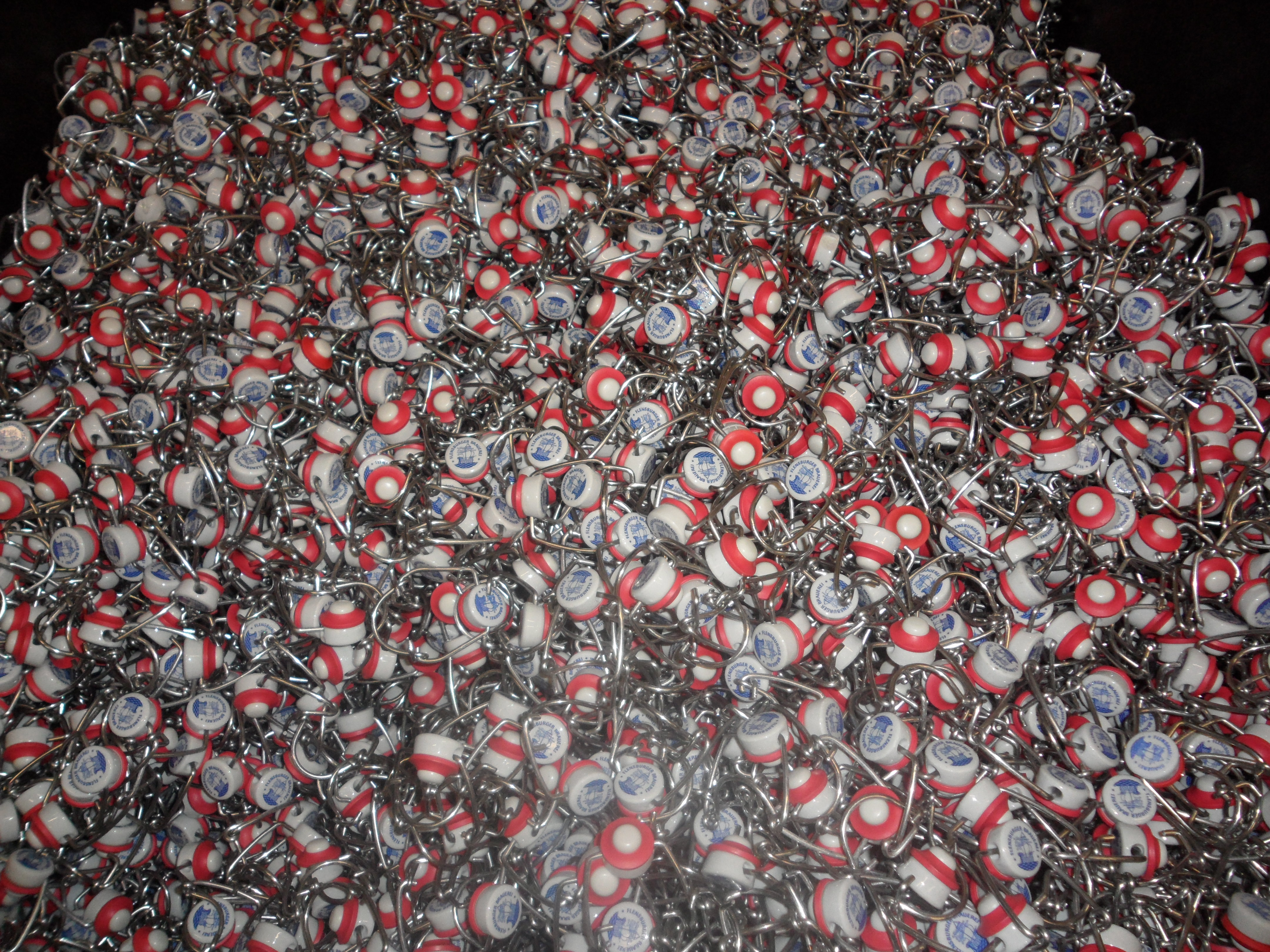
Cumulo di tappi meccanici

Nel 1877, Hermann Grauel brevettò a Magdeburgo un tipo di chiusura meccanica detta "a cerniera", con il nome di "chiusura di Seltz". Rimase fino al 1969 la chiusura predominante per l'acqua minerale. 
Otto Kirchhof di Burgstädt, in Sassonia, migliorò negli anni successivi questo sistema. Portò l'ancoraggio dalla testa della bottiglia al collo e cambiò l'usuale forma rotonda della leva in una più allungata, inserendo una cerniera sul lato opposto. 
Nel 1896 Kirchhof propose tale chiusura, che ancora oggi viene usata per il cibo in scatola e le conserve alimentari, come modello di utilità.

### Tappo meccanico con clip
È stata sviluppata una versione alternativa del tappo, che presenta un clip sulla chiusura che viene utilizzata principalmente per bottiglie di aceto, o di vino, già aperte.

## Svantaggi
Il tappo meccanico presenta alcuni svantaggi rispetto ad altri modelli come i tappi a vite o i tappi a corona.  
La guarnizione di gomma può trattenere lo sporco, nonostante un lavaggio ben eseguito, e può staccarsi durante la pulizia. Inoltre le sostanze presenti nella bottiglia possono talvolta trasferire il loro aroma alla gomma.  
Se la bottiglia viene lavata in lavastoviglie, il tappo aperto può inavvertitamente posizionarsi di fronte all'apertura e impedire un lavaggio adeguato. Inoltre, la tenuta della chiusura diminuisce nel tempo e con l'uso. 
Un ulteriore svantaggio è l’uso della plastica, la quale però può essere sostituita con materiali non inquinanti. 
Lo sviluppo di nuove tecnologie ha comunque permesso di risolvere alcuni di questi svantaggi. Ad esempio, l'odore della gomma viene controllato automaticamente prima della commercializzazione. 
Il crescente uso di tappi in plastica al posto di quelli in porcellana ha inoltre permesso la termosaldatura della guarnizione di gomma al tappo: il risultato è una riduzione dei costi di produzione, una maggiore facilità di pulizia e una migliore tenuta del tappo.

## Ritorno del tappo meccanico
Il tappo meccanico ha fatto il suo ritorno a partire dagli anni 80 del XX secolo grazie ai miglioramenti tecnologici. 
Le bottiglie di birra fornite di tappo meccanico godono di crescente popolarità, sia per il loro aspetto rétro, che per il caratteristico rumore che fanno quando vengono aperte. Anche la possibilità di richiudere la bottiglia e di mantenere fresco il contenuto, rispetto al tappo a corona, viene riscoperto come un vantaggio. 
Le bottiglie in PET e alluminio con chiusura a tappo meccanico sono oggi normalmente disponibili nei negozi.
Alcuni piccoli birrifici si rivolgono agli amanti della birra e ai collezionisti presentando certe birre speciali, come la Bock o Porter, in bottiglie con tappo meccanico. Il numero di birre con questa chiusura per questo è aumentato negli ultimi anni, almeno in Germania.
Con una quota di mercato del 16,7% in Germania, il birrificio Flensburger Brauerei è particolarmente rappresentativo tra le bottiglie con tappo meccanico: ha ottenuto, infatti, la licenza per usare il brevetto del tappo, così come il birrificio Brauerei Karl Hintz, il suo concorrente della regione di Dithmarschen.
L'importanza di questo tipo di chiusura per le aziende che la usano si nota dall'evidenza data al rumore di apertura della bottiglia nelle campagne di marketing del birrificio Flensburger e dal fatto che la Brauerei Karl Hintz viene pubblicizzata come "Beugelbuddelbeer" (birra con bottiglia flip-flop).

## Ulteriori utilizzi
Il tappo meccanico non è usato solo per le bottiglie di birra, ma anche per acqua minerale, soda ed altre bevande. 

Anche nella conservazione di alcuni alimenti, come miele o conserve casalinghe, vengono spesso utilizzati contenitori con tappi meccanici. Con versioni modificate, i tappi meccanici si trovano anche in contenitori per altri materiali, tra cui taniche di carburante o recipienti a bassa pressione di gas o liquidi.

Tipi di chiusura con tappo meccanico
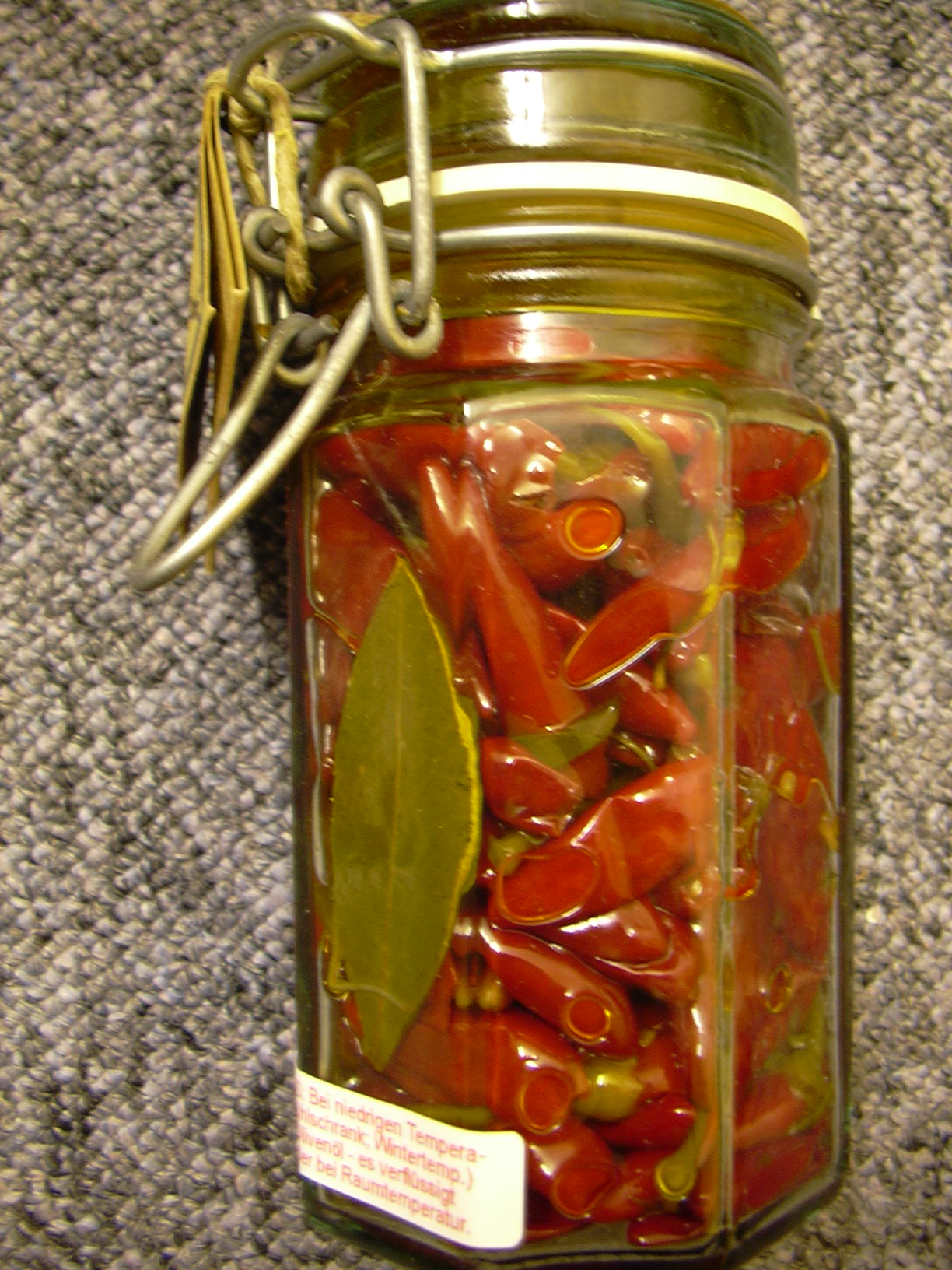
Conserva con tappo meccanico
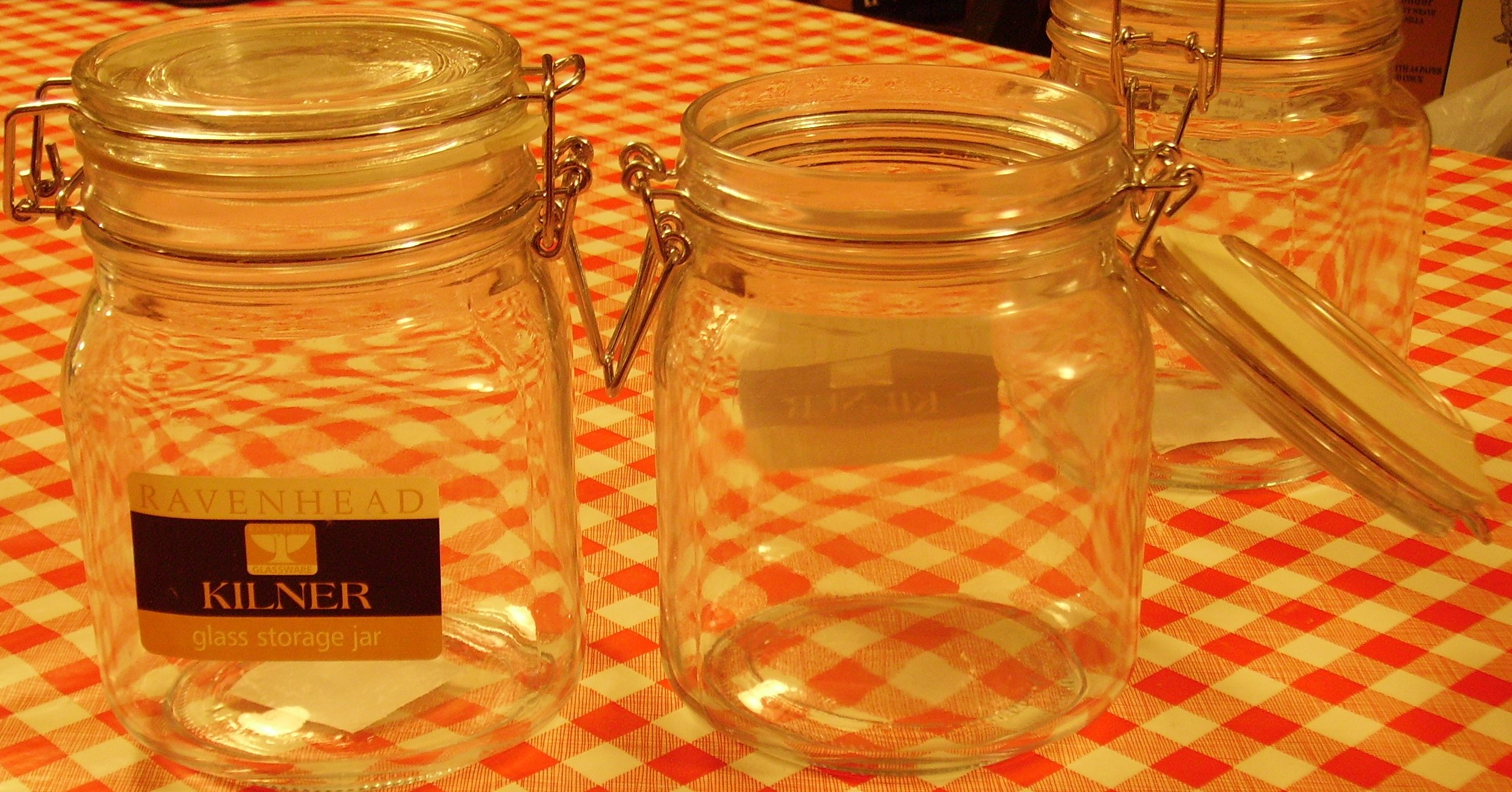
Vaso di vetro chiuso e aperto
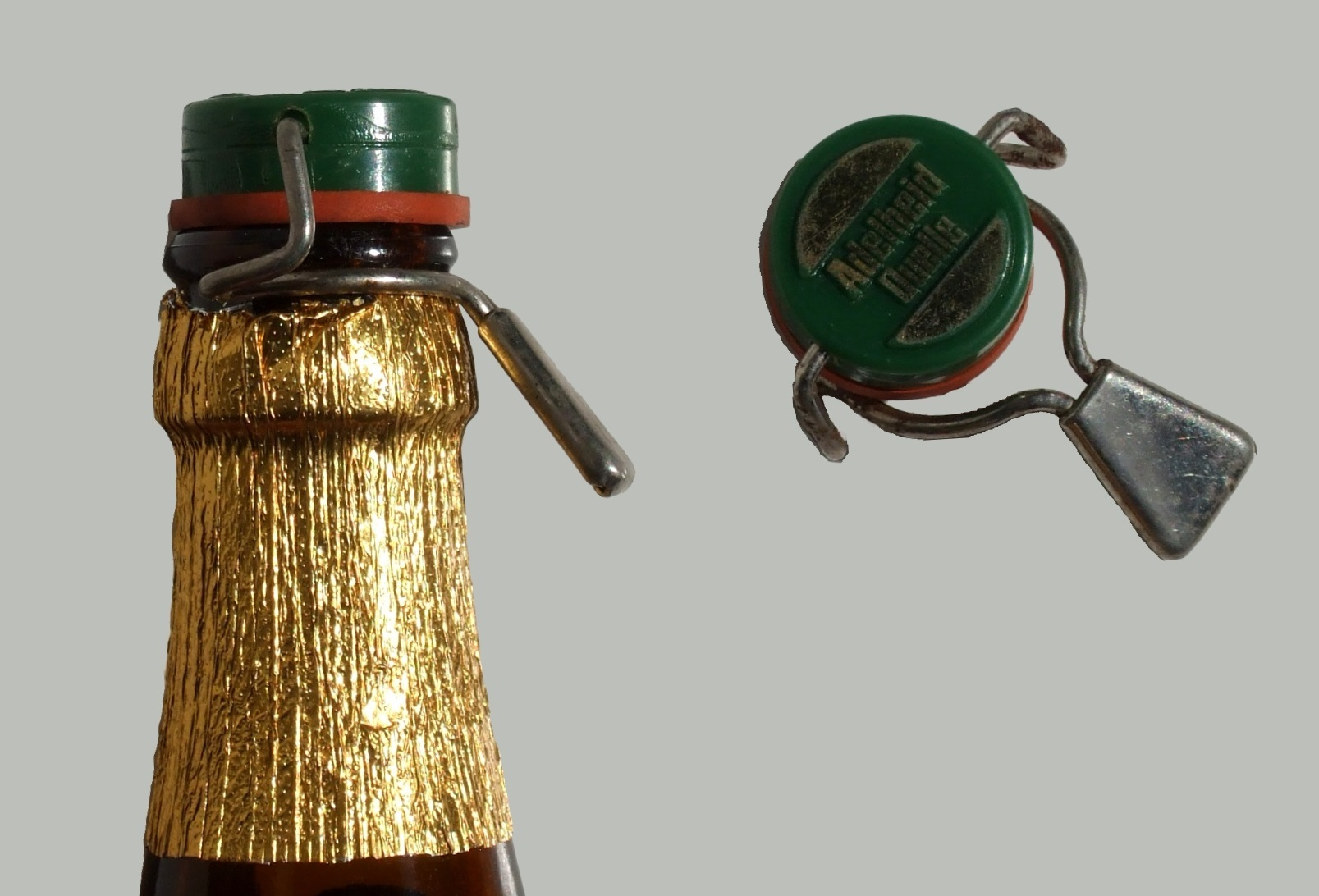
Chiusura con tappo meccanico di una bottiglia con tappo a corona
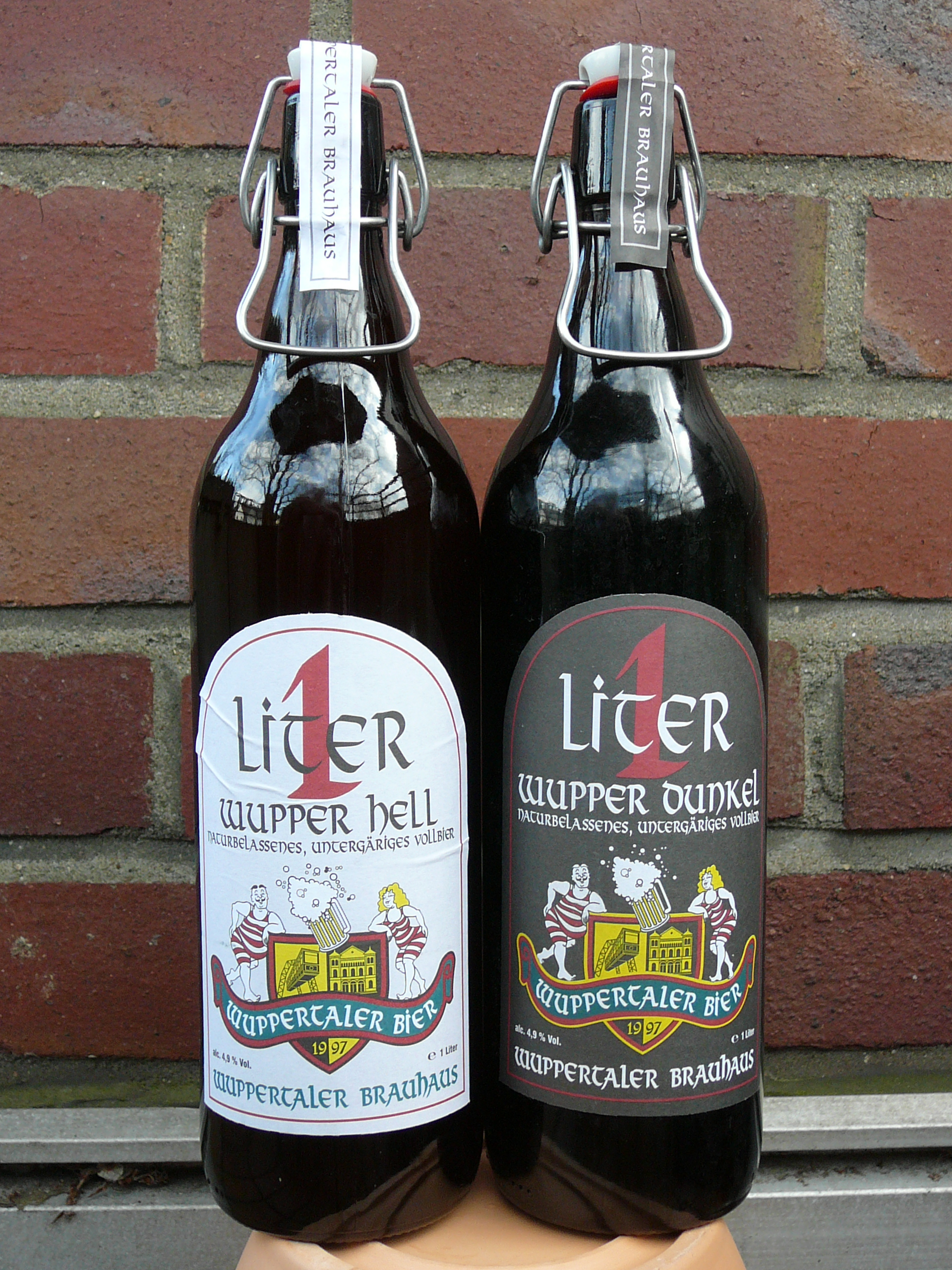
Bottiglie di birra del birrificio Wuppertaler
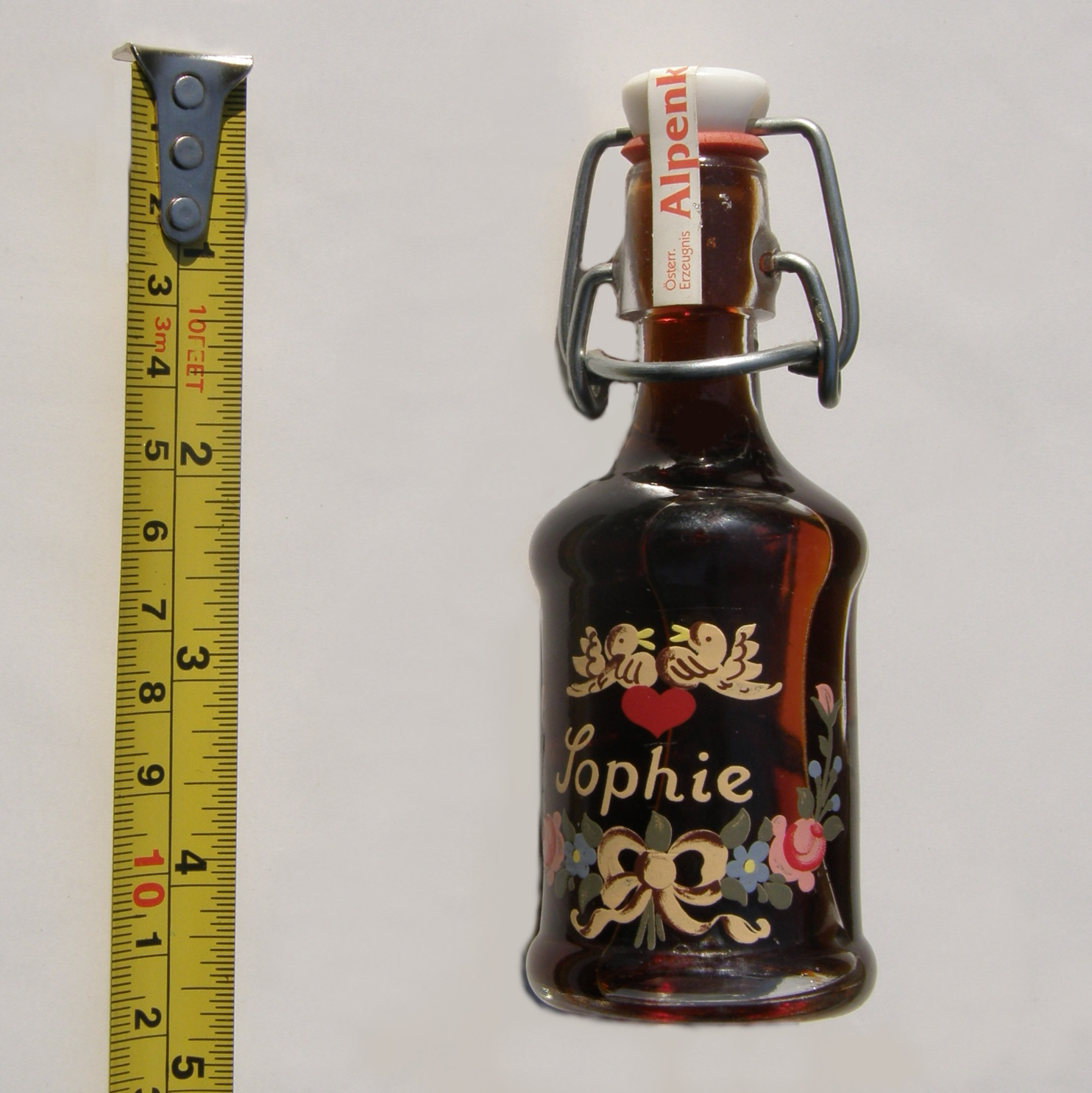
Minibottiglia con grappa di erbe (Austria)
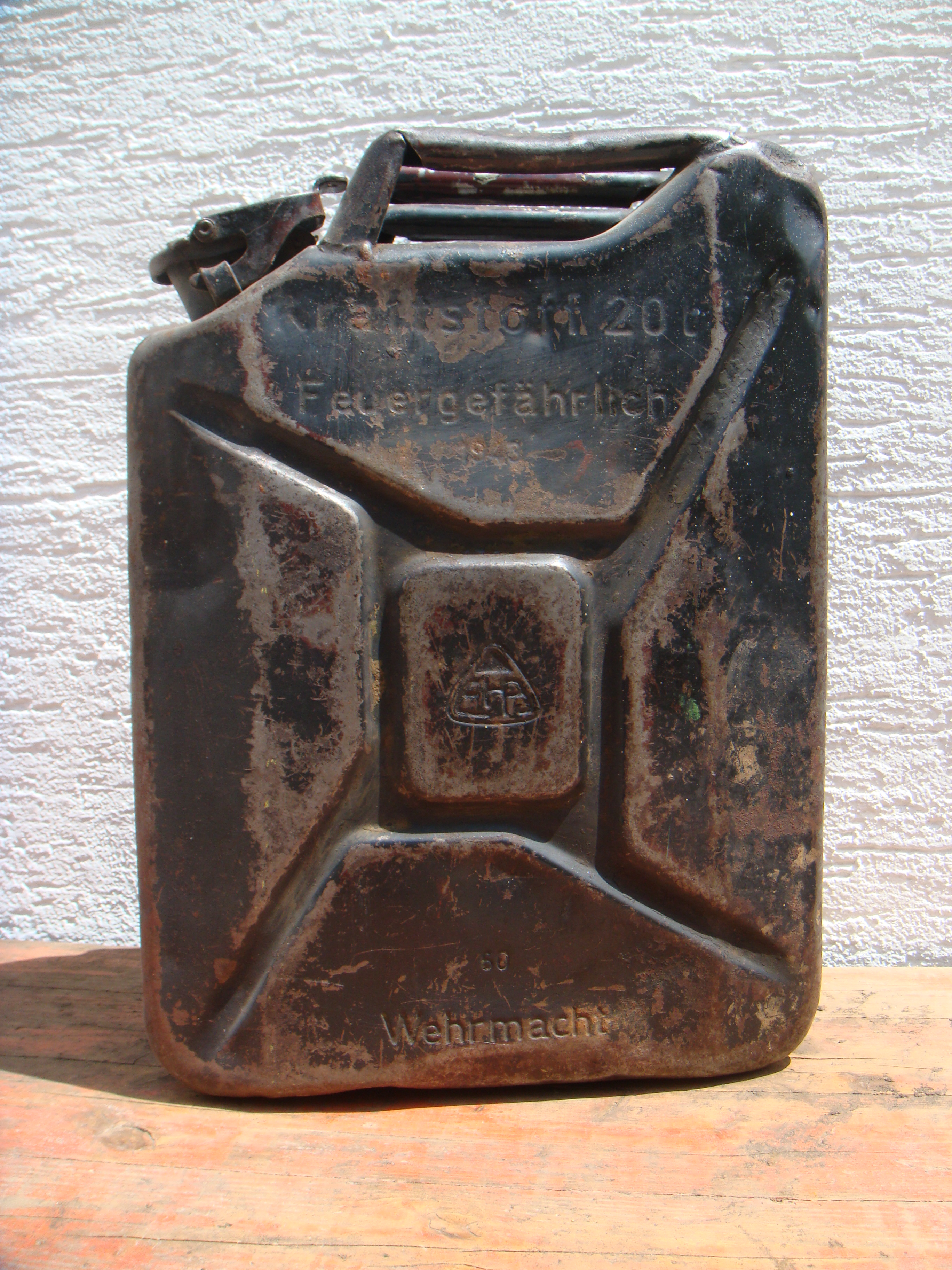
Tanica di benzina con tappo meccanico
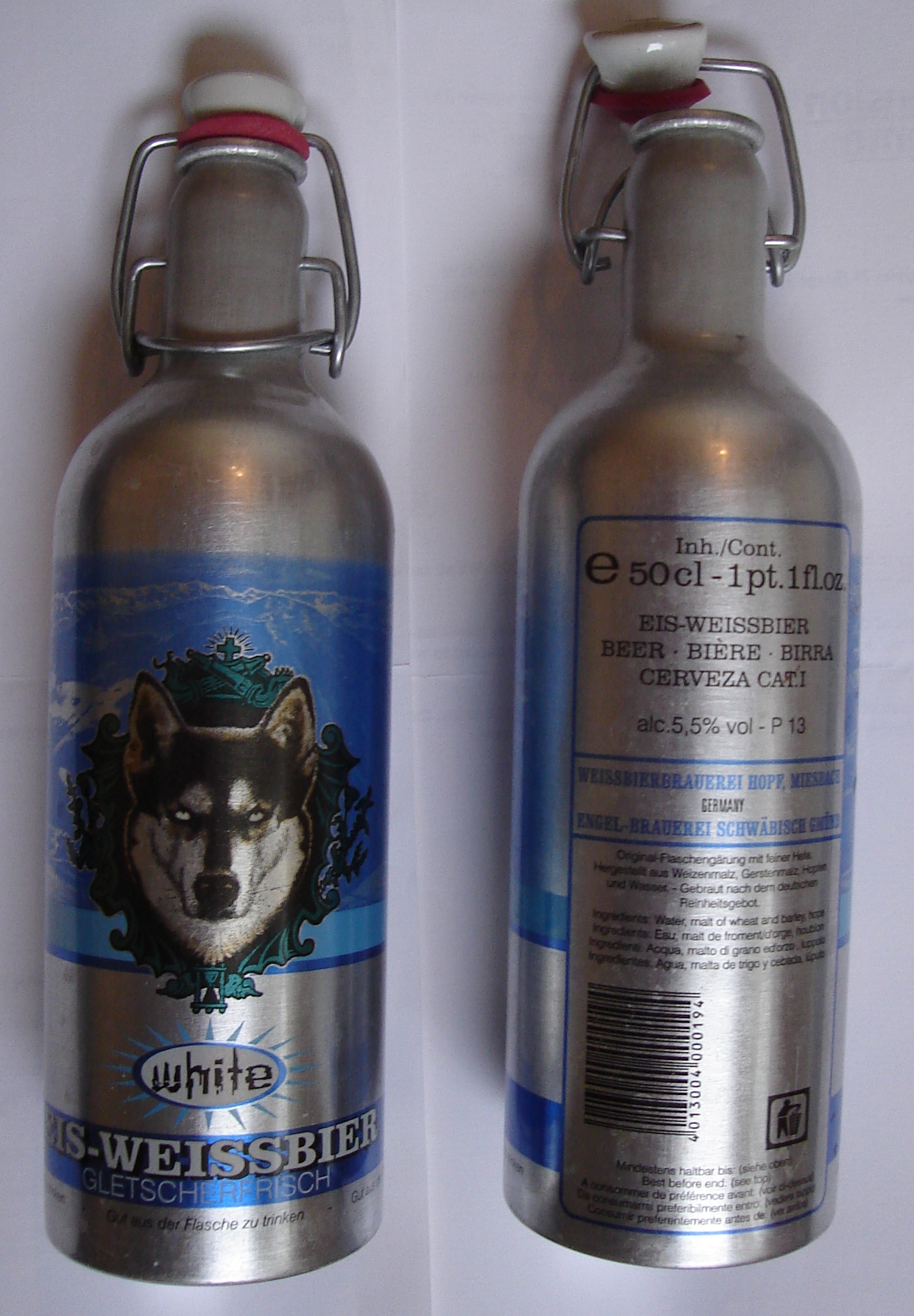
Bottiglie in alluminio con tappo meccanico
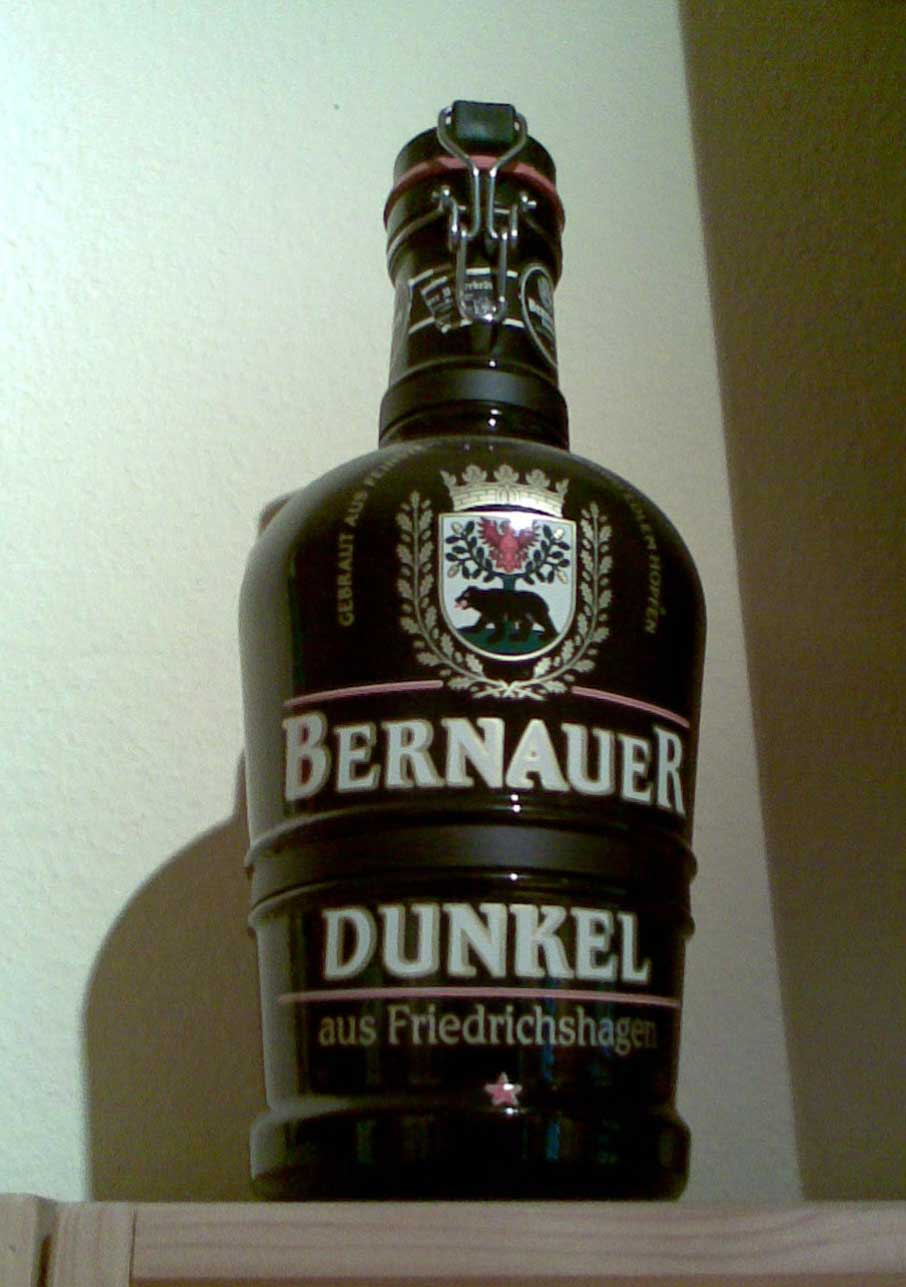
Grossa bottiglia di birra (Biersiphon) di Otto Kirchhof